# Walenty Hartwig

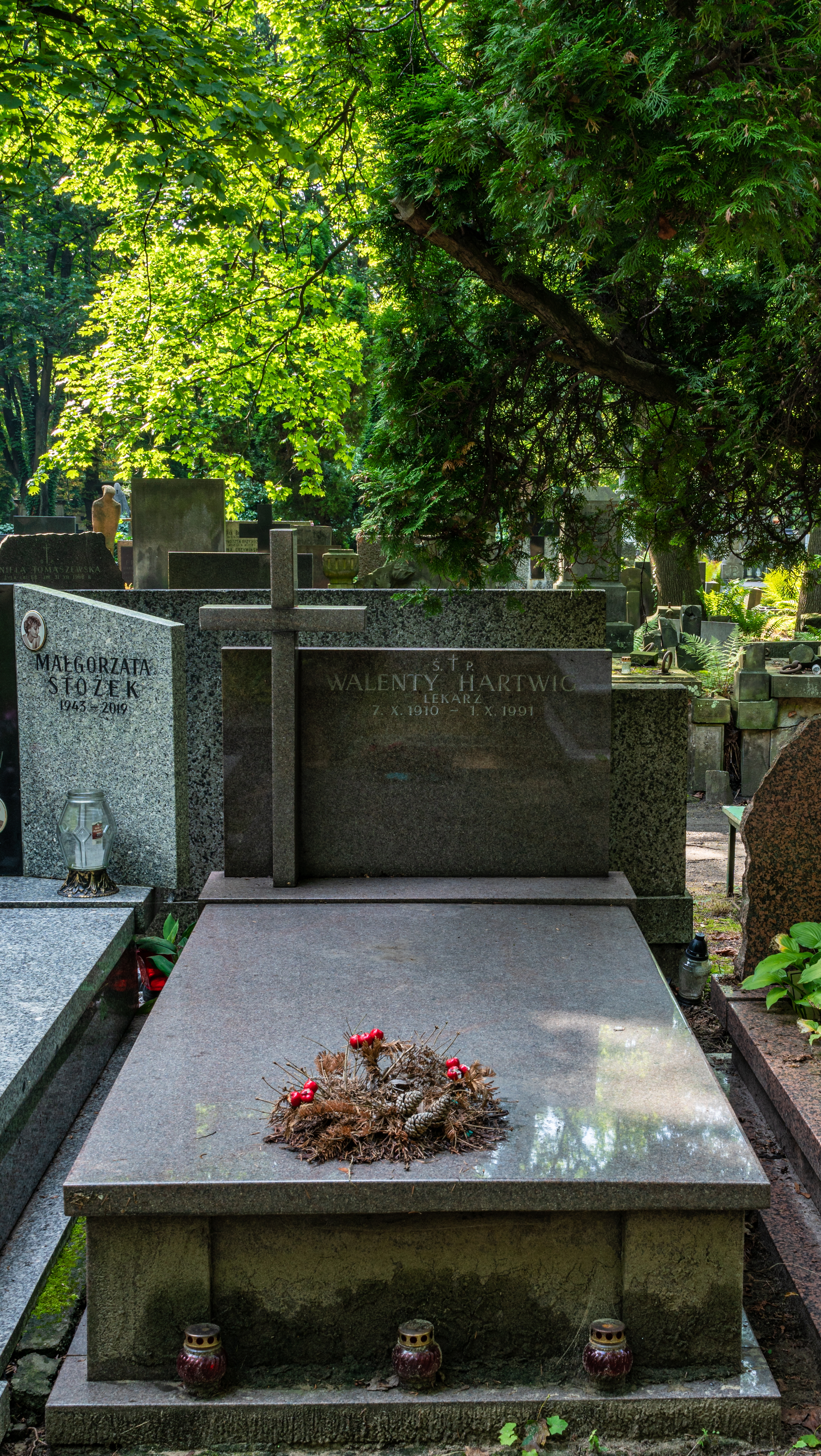
Grób Walentego Hartwiga na cmentarzu Powązkowskim

Walenty Hartwig (ur. 7 października 1910 w Moskwie, zm. 1 października 1991 w Warszawie) – polski lekarz internista i endokrynolog, nauczyciel akademicki, profesor nauk medycznych, współtwórca systemu kształcenia podyplomowego lekarzy w Polsce.

## Życiorys
W 1934 uzyskał dyplom lekarza na Wydziale Lekarskim Uniwersytetu Warszawskiego. Odbywał służbę wojskową w Szkole Podchorążych Sanitarnych, a praktykę w Wyższej Szkole Wojennej w Warszawie. Od 1936 pracował w II Klinice Chorób Wewnętrznych Uniwersytetu Warszawskiego u profesora Witolda Orłowskiego w Szpitalu Dzieciątka Jezus. Stopień doktora medycyny uzyskał w 1938 w Wydziale Lekarskim Uniwersytetu Warszawskiego na podstawie pracy pt. Alergometria w gruźlicy dorosłych.
We wrześniu 1939 był ordynatorem Szpitala Wojennego Nr 202 w Lublinie i Łucku. W okresie okupacji niemieckiej ponownie pracował w II Klinice Chorób Wewnętrznych. Uczestniczył w tajnym nauczaniu, a także udzielał pomocy lekarskiej harcerzom warszawskich Grup Szturmowych Szarych Szeregów, w tym m.in. rannemu w Akcji pod Arsenałem Maciejowi Aleksemu Dawidowskiemu oraz odbitemu w tej akcji z rąk Gestapo Janowi Bytnarowi. W czasie powstania warszawskiego został ewakuowany do obozu przejściowego w Pruszkowie. Następnie kierował szpitalem etapowym w Milanówku–Grudowie.
Po wojnie w 1945 wrócił do pracy w II Klinice Chorób Wewnętrznych Uniwersytetu Warszawskiego. Pracował w Okręgowej Izbie Lekarskiej w Warszawie. Stopień docenta uzyskał w 1950, na podstawie pracy pt. Zachowanie się diastazy w stanach zdrowia i choroby, a w 1954 uzyskał tytuł profesora nadzwyczajnego.
Organizator i w latach 1954–1958 dyrektor Instytutu Doskonalenia i Specjalizacji Kadr Lekarskich w Warszawie, który w 1971 został przekształcony w Centrum Medyczne Kształcenia Podyplomowego. Jednocześnie kierował Kliniką Chorób Wewnętrznych tej instytucji, następnie od 1971 do emerytury w 1980, pełnił funkcję kierownika Kliniki Endokrynologii w Centrum Medycznym Kształcenia Podyplomowego.
Członek wielu towarzystw naukowych. W latach 1978–1982 przewodniczący Komisji Endokrynologicznej Wydziału VI Polskiej Akademii Nauk.
Autor lub współautor ponad 142 prac naukowych. Jego zainteresowania naukowe koncentrowały się wokół patologii kory nadnerczy i tarczycy. Współautor i redaktor dwutomowego podręcznika pt Endokrynologia kliniczna oraz książki pt Wykłady kliniczne z zakresu patofizjologii i terapii. Promotor ponad 10 prac doktorskich.
W 1952 otrzymał odznakę „Za wzorową pracę w służbie zdrowia”, a w 1954 został odznaczony Złotym Krzyżem Zasługi za zasługi w pracy naukowej i dydaktycznej w dziedzinie medycyny.
Pochowany na cmentarzu Powązkowskim w Warszawie (kwatera 194-5-15).

## Rodzina
Był synem fotografa Ludwika Hartwiga i Marii z Birjukowów, bratem fotografika Edwarda Hartwiga (1909–2003) i poetki Julii Hartwig (1921-2017).